# Goutrens
Goutrens est une commune française située dans le département de l'Aveyron, en région Occitanie.
Le patrimoine architectural de la commune comprend un immeuble protégé au titre des monuments historiques : le dolmen de la Serre.

## Géographie

### Localisation
Goutrens est un village du Rouergue en surplomb de la vallée du causse Comtal, situé à 20 km à vol d'oiseau au nord-ouest de Rodez, 7 km au nord-est de Rignac et 29 km de Villefranche-de-Rouergue, 33 km au sud-est de Figeac et 16 km de Decazeville.
La commune se trouve dans l'aire d'attraction de Rodez et dans sa zone d'emploi, ainsi que dans le bassin de vie de Marcillac-Vallon.

### Communes limitrophes
Les communes limitrophes sont  Belcastel, Bournazel, Clairvaux-d'Aveyron, Escandolières, Mayran, Rignac, Saint-Christophe-Vallon et Valady.

### Géologie et relief
La superficie de la commune est de 25,99 km2 ; son altitude varie de 331  à   725 mètres.

### Hydrographie

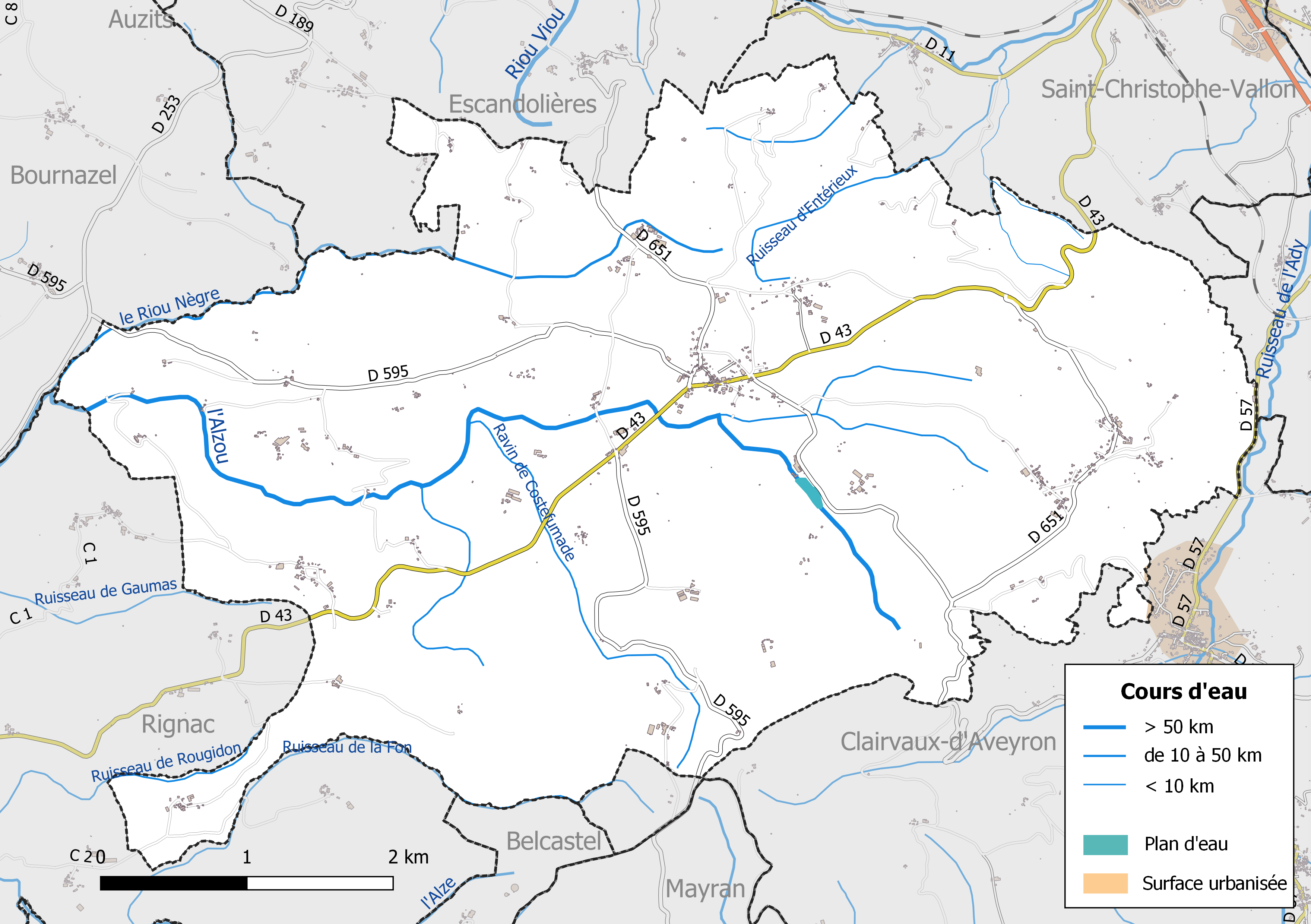
Carte hydrographique de la commune.

La commune est drainée par l'Alzou, un affluent de l'Aveyron (affluent du Tarn) et donc un sous-affluent de la Garonne par le Tarn.
On y trouve également d'autres cours d'eau moins importants, tels que le Riou Nègre, le ruisseau d'Entérieux et le Ravin de  Costefumade.

### Climat
Pour des articles plus généraux, voir Climat de l'Occitanie et Climat de l'Aveyron.
En 2010, le climat de la commune est de type climat océanique altéré, selon une étude s'appuyant sur une série de données couvrant la période 1971-2000. En 2020, Météo-France publie une typologie des climats de la France métropolitaine dans laquelle la commune est exposée à un climat de montagne et est dans la région climatique Sud-est du Massif Central, caractérisée par une pluviométrie annuelle de 1 000 à 1 500 mm, minimale en été, maximale en automne.
Pour la période 1971-2000, la température annuelle moyenne est de 11,3 °C, avec une amplitude thermique annuelle de 15,4 °C. Le cumul annuel moyen de précipitations est de 1 112 mm, avec 12,2 jours de précipitations en janvier et 7,2 jours en juillet. Pour la période 1991-2020, la température moyenne annuelle observée sur la station météorologique la plus proche, située sur la commune de Colombiès à 11 km à vol d'oiseau, est de 11,5 °C et le cumul annuel moyen de précipitations est de 989,2 mm,. Pour l'avenir, les paramètres climatiques de la commune estimés pour 2050 selon différents scénarios d'émission de gaz à effet de serre sont consultables sur un site dédié publié par Météo-France en novembre 2022.

## Urbanisme

### Typologie
Au 1er janvier 2024, Goutrens est catégorisée commune rurale à habitat très dispersé, selon la nouvelle grille communale de densité à 7 niveaux définie par l'Insee en 2022.
Elle est située hors unité urbaine. Par ailleurs la commune fait partie de l'aire d'attraction de Rodez, dont elle est une commune de la couronne,. Cette aire, qui regroupe 68 communes, est catégorisée dans les aires de 50 000 à moins de 200 000 habitants,.

### Occupation des sols

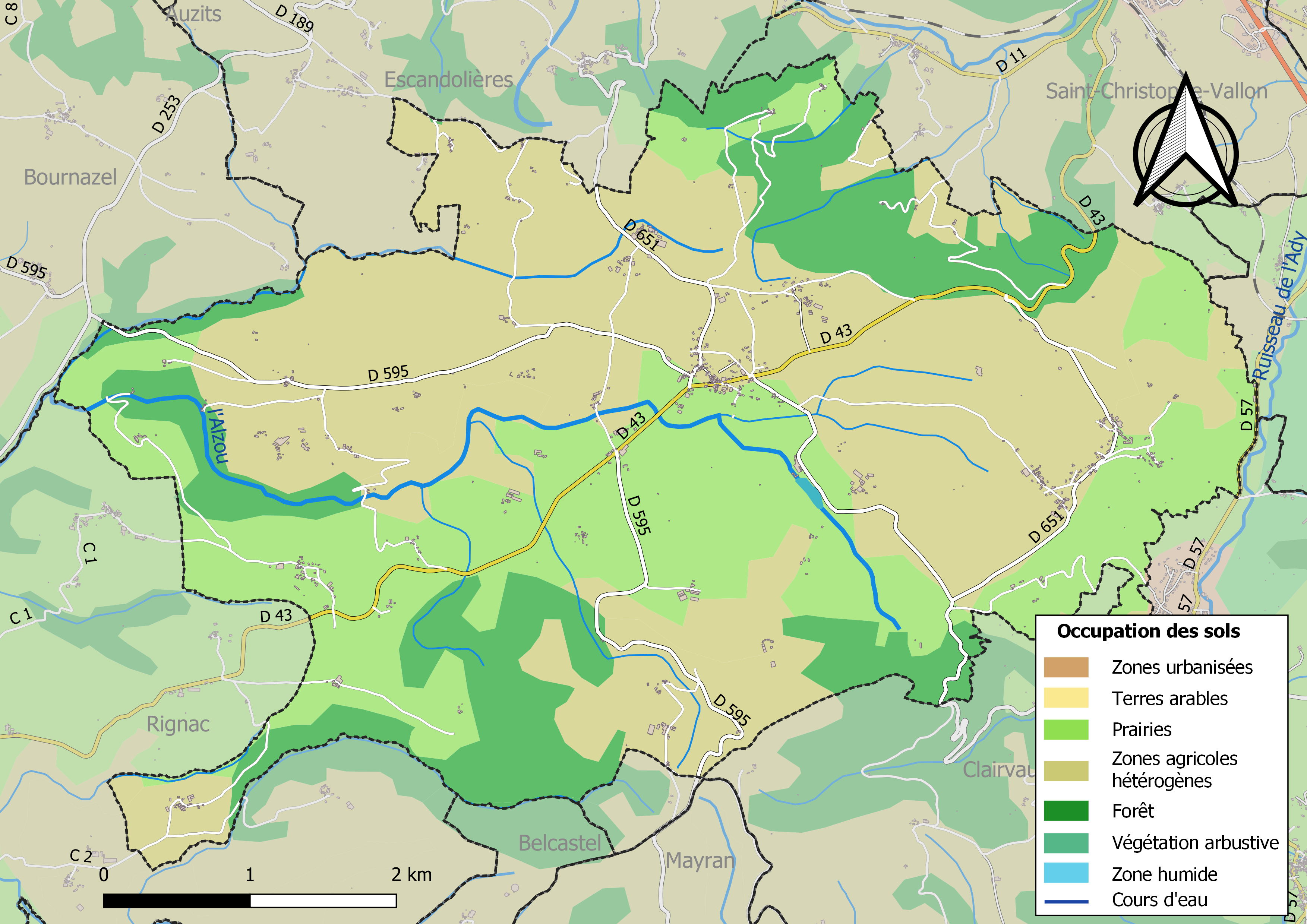
Carte des infrastructures et de l'occupation des sols de la commune en 2018 (CLC).

## Toponymie
Goutrens  : nom de type germanique : goth peuple et en occitan Gotrens[réf. nécessaire].

## Histoire

### Antiquité

#### Trésor de Goutrens
En 1867, un trésor monétaire gaulois a été trouvé près de Goutrens. Un agriculteur de La Sancie qui piochait sa vigne déterre quelques bizarres piécettes en argent : alléché par sa trouvaille, il poursuit sa recherche et rassemble un véritable trésor de plus de 20 000 de ces monnaies auxquelles viennent s’ajouter 4 kg du même métal en petits lingots de 50 à 100 g. Ces monnaies du type « à la croix » et du « sanglier », épaisses et de forme irrégulière, pèsent uniformément 2,20 g et sont d’un métal très épuré. Sur leur surface, est imprimé la tête stylisée d’un homme aux cheveux bouclés, tandis que les revers portent tantôt un sanglier, tantôt une croix aux angles garnis de divers symboles : hache, soleil, collier…
C’est là un véritable trésor, non seulement par sa valeur marchande, mais aussi par la richesse qu’il représentait lors de son enfouissement et, plus encore, par l’importance des renseignements historiques et scientifiques qu’il nous a transmis. L’intérêt d’une telle découverte s’exprime à travers les très nombreuses études que les archéologues et les numismates lui ont consacrées de 1868 à nos jours. Que reste-t-il aujourd’hui de ce fabuleux trésor ? Quelques échantillons dans divers musées : Rodez (collection de la Société des Lettres), Toulouse, Paris, …Tout le reste a été fondu, faute de trouver acquéreur.

### Prieuré de Saint-Amans
Le prieuré de Saint-Amans dépendait du chapitre de la cathédrale de Rodez. Il fut d’abord annexe de celui de Cassagnes-Comtaux, mais depuis la situation s'est inversée et il est devenu une église succursale. L’église a été construite vers 1890. La flèche de son clocher supporte une splendide et non moins originale croix occitane. À l’extérieur du bras droit du transept, du côté de la sacristie, une pierre taillée en forme d’écusson, posée renversée, provient dit-on, de l’ancienne église où elle formait la clé de voûte d’un arceau. Elle porte une inscription, de lecture assez difficile qui pourrait être le nom du massonnier (maçon) ayant construit le premier édifice vers le XVe siècle.

### Cassagnes-Comtaux
Cassagnes-Comtaux, était autrefois appelé Cassagnes-de-Panadès (XIIIe siècle) du nom du château de Panat qui se dresse sur un piton de l’autre côté de la vallée, au-dessus de Clairvaux-d'Aveyron. Cassagnes est cité depuis l’an 1000. Le village qui est perché sur une butte comprenait trois châteaux reliés par une enceinte :
- le Castelviel ou château du comte de Rodez qui y entretenait un capitaine (d’où le nom du village), près de l’église actuelle,
- le château de Saint-Félix au-dessus du village, occupé par la famille de Saint-Félix puis celle d’Hebrard (XVIe siècle),
- le château de Flars, au fond du village (famille Mancip, seigneur de Bournazel ; par mariage, passage aux Cassagnes).

### Capitoul
Le chapitre de la Cathédrale Notre-Dame de Rodez y avait une maison dite le Capitoul, utilisée comme maison de détention en 1793.

### Notabilités
Les comtes de Rodez avaient un capitaine à Cassagnes. Le village eut un notaire jusqu’à la fin du XIXe siècle et une école dès le XVIIe siècle. Il y eut donc des activités et notabilités que la situation actuelle de la commune ne laisse pas soupçonner.

### Époque contemporaine
La commune, instituée par la Révolution française sous le nom de Gontrains Bas, est intégrée en 1830  à celle de Bournazel.
Une autre commune, Cassagnes-Goutrens, absorbe, elle, en 1830, une partie de La Capelle, en 1844, le hameau de Goutrens Bas provenant de  Bournazel, dont le chef-lieu est transféré à Goutrens en 1902, et la commune prend sa dénomination actuelle de  Goutrens en 1917.
L’ancien chef-lieu de la commune était à Cassagnes-Comtaux. À la suite d’une longue dispute entre ce village et celui de Goutrens, la commune est appelée Cassagnes-Goutrens, puis le 17 avril 1917[réf. nécessaire].

## Politique et administration

### Rattachements administratifs et électoraux

#### Rattachements administratifs
La commune se trouvait dans l'arrondissement de Rodez du département de l'Aveyron. Par un arrêté préfectoral du 29 décembre 2016, elle est rattachée à l'arrondissement de Villefranche-de-Rouergue,.
Elle faisait partie depuis 1802 du canton de Rignac. Dans le cadre du redécoupage cantonal de 2014 en France, cette circonscription administrative territoriale a disparu, et le canton n'est plus qu'une circonscription électorale.

#### Rattachements électoraux
Pour les élections départementales, la commune fait partie depuis 2014 du canton d'Enne et Alzou.
Pour l'élection des députés, elle fait partie de la deuxième circonscription de l'Aveyron.

### Intercommunalité
Goutrens est membre de la communauté de communes du Pays Rignacois, un établissement public de coopération intercommunale (EPCI) à fiscalité propre créé en 1995 et auquel la commune a transféré un certain nombre de ses compétences, dans les conditions déterminées par le code général des collectivités territoriales.

### Liste des maires
| Période                                  | Période                       | Identité                | Étiquette | Qualité                   |
| ---------------------------------------- | ----------------------------- | ----------------------- | --------- | ------------------------- |
| Les données manquantes sont à compléter. |                               |                         |           |                           |
| 1793                                     | 1798                          | Jean Louis Gombert      |           |                           |
| 1798                                     | 1799                          | Jean Azemar             |           |                           |
| 1799                                     | 1800                          | Jean Cazenave           |           |                           |
| 1800                                     | 1802                          | Antoine Joseph Mazars   |           |                           |
| 1802                                     | 1813                          | Bernard Malrieu         |           |                           |
| 1813                                     | 1817                          | Jean Azemar             |           |                           |
| 1817                                     | 1825                          | Guillaume Herail        |           |                           |
| 1826                                     | 1848                          | Jean Baptiste Gombert   |           |                           |
| 1848                                     | 1850                          | Laurens Grezes          |           |                           |
| 1850                                     | 1856                          | Bernard Cambou          |           |                           |
| 1856                                     | 1860                          | Joseph Mazars           |           |                           |
| 1860                                     | 1865                          | Jean Bezelgues          |           |                           |
| 1865                                     | 1884                          | Cyprien Auguste Cambou  |           |                           |
| 1884                                     | 1888                          | Germain Marre           |           |                           |
| 1888                                     | 1892                          | Ignace Sirmin           |           |                           |
| 1892                                     | 1900                          | Jean Antoine Mazars     |           |                           |
|                                          |                               |                         |           |                           |
| avant 1981                               | 1989                          | Léon Laporte            | DVG       |                           |
| 1989                                     | 2001                          | Gilbert Rouquier        |           |                           |
| mars 2001                                | 2008                          | René Garabuau           |           |                           |
| mars 2008                                | 2022                          | Alain Laporte           | DVG       | Commerçant Démissionnaire |
| janvier 2023                             | En cours (au 19 juillet 2024) | Jean-Christophe Couderc |           | Policier                  |

## Équipements et services publics
Goutrens s'est doté en 2023 d'une agence postale communale, labellisée France services,.

## Population et société

### Démographie
L'évolution du nombre d'habitants est connue à travers les recensements de la population effectués dans la commune depuis 1793. Pour les communes de moins de 10 000 habitants, une enquête de recensement portant sur toute la population est réalisée tous les cinq ans, les populations de référence des années intermédiaires étant quant à elles estimées par interpolation ou extrapolation. Pour la commune, le premier recensement exhaustif entrant dans le cadre du nouveau dispositif a été réalisé en 2004.

En 2022, la commune comptait 478 habitants, en évolution de −7,36 % par rapport à 2016 (Aveyron : +0,37 %, France hors Mayotte : +2,11 %).
| 1793 | 1800 | 1921  | 1926  | 1931 | 1936 | 1946 | 1954 | 1962 |
| ---- | ---- | ----- | ----- | ---- | ---- | ---- | ---- | ---- |
| 157  | 193  | 1 062 | 1 034 | 967  | 987  | 926  | 820  | 748  |

| 1968 | 1975 | 1982 | 1990 | 1999 | 2004 | 2006 | 2009 | 2014 |
| ---- | ---- | ---- | ---- | ---- | ---- | ---- | ---- | ---- |
| 717  | 531  | 473  | 441  | 411  | 407  | 395  | 471  | 510  |

| 2019 | 2022 | - | - | - | - | - | - | - |
| ---- | ---- | - | - | - | - | - | - | - |
| 495  | 478  | - | - | - | - | - | - | - |

### Manifestations culturelles et festivités
Le  festival « Cinéma et Ruralité », organisé par l’association Georges-Rouquier, dont la 11e édition a eu lieu le 1er avril 2024.

## Économie

### Revenus
En 2018  (données Insee publiées en septembre 2021), la commune compte 209 ménages fiscaux, regroupant 521 personnes. La médiane du revenu disponible par unité de consommation est de 22 340 € (20 640 € dans le département).

### Emploi
| Division       | 2008  | 2013  | 2018  |
| -------------- | ----- | ----- | ----- |
| Commune        | 3,3 % | 4 %   | 6 %   |
| Département    | 5,4 % | 7,1 % | 7,1 % |
| France entière | 8,3 % | 10 %  | 10 %  |

En 2018, la population âgée de 15 à 64 ans s'élève à 303 personnes, parmi lesquelles on compte 80,9 % d'actifs (74,9 % ayant un emploi et 6 % de chômeurs) et 19,1 % d'inactifs,. Depuis 2008, le taux de chômage communal (au sens du recensement) des 15-64 ans est inférieur à celui de la France et du département.
La commune fait partie de la couronne de l'aire d'attraction de Rodez, du fait qu'au moins 15 % des actifs travaillent dans le pôle,. Elle compte 81 emplois en 2018, contre 98 en 2013 et 92 en 2008. Le nombre d'actifs ayant un emploi résidant dans la commune est de 227, soit un indicateur de concentration d'emploi de 35,8 % et un taux d'activité parmi les 15 ans ou plus de 60,7 %.
Sur ces 227 actifs de 15 ans ou plus ayant un emploi, 53 travaillent dans la commune, soit 23 % des habitants. Pour se rendre au travail, 87,1 % des habitants utilisent un véhicule personnel ou de fonction à quatre roues, 0,9 % les transports en commun, 4,9 % s'y rendent en deux-roues, à vélo ou à pied et 7,1 % n'ont pas besoin de transport (travail au domicile).

### Activités hors agriculture
44 établissements sont implantés  à Goutrens au 31 décembre 2019. Le tableau ci-dessous en détaille le nombre par secteur d'activité et compare les ratios avec ceux du département,.
| Secteur d'activité                                                                                        | Commune | Commune | Département |
| Secteur d'activité                                                                                        | Nombre  | %       | %           |
| --- | ------- | ------- | ----------- |
| Ensemble                                                                                                  | 44      |         |             |
| Industrie manufacturière, industries extractives et autres                                                | 22      | 50 %    | (17,7 %)    |
| Construction                                                                                              | 4       | 9,1 %   | (13 %)      |
| Commerce de gros et de détail, transports, hébergement et restauration                                    | 11      | 25 %    | (27,5 %)    |
| Activités immobilières                                                                                    | 1       | 2,3 %   | (4,2 %)     |
| Activités spécialisées, scientifiques et techniques et activités de services administratifs et de soutien | 3       | 6,8 %   | (12,4 %)    |
| Administration publique, enseignement, santé humaine et action sociale                                    | 2       | 4,5 %   | (12,7 %)    |
| Autres activités de services                                                                              | 1       | 2,3 %   | (7,8 %)     |

Le secteur de l'industrie manufacturière, des industries extractives et autres est prépondérant sur la commune puisqu'il représente 50 % du nombre total d'établissements de la commune (22 sur les 44 entreprises implantées  à Goutrens), contre 17,7 % au niveau départemental.

### Agriculture
La commune est dans le Segala, une petite région agricole occupant l'ouest du département de l'Aveyron. En 2020, l'orientation technico-économique de l'agriculture  sur la commune est la polyculture et/ou le polyélevage.
|               | 1988  | 2000  | 2010  | 2020  |
| ------------- | ----- | ----- | ----- | ----- |
| Exploitations | 86    | 52    | 39    | 34    |
| SAU (ha)      | 1 884 | 1 789 | 2 005 | 1 917 |

Le nombre d'exploitations agricoles en activité et ayant leur siège dans la commune est passé de 86 lors du recensement agricole de 1988  à 52 en 2000 puis à 39 en 2010 et enfin à 34 en 2020, soit une baisse de 60 % en 32 ans. Le même mouvement est observé à l'échelle du département qui a perdu pendant cette période 51 % de ses exploitations,. La surface agricole utilisée sur la commune a quant à elle augmenté, passant de 1 884 ha en 1988 à 1 917 ha en 2020. Parallèlement la surface agricole utilisée moyenne par exploitation a augmenté, passant de 22 à 56 ha.

## Culture locale et patrimoine

### Lieux et monuments
- Le dolmen de la Serre  Inscrit MH (1994)[29], situé à proximité du hameau de Cassagnes-Comtaux.

- Église Saint-Amans de Goutrens, où se trouve une croix de procession  Classée MH (1938 )[30] du XVe siècle provenant de l’église Saint-Vincent de Cassagnes-Comtau[31].
- Église Sainte-Madeleine de Gramond.
- Église Saint-Vincent de Cassagnes (patron des vignerons), qui relevait du chapitre de la Rodez au (XVe siècle), fermée au public.
- Du hameau de Cassagnes-Comtaux s'offre aussi une vue imprenable sur la vallée de Clairvaux.
- Musée "Nos campagnes autrefois", à La Palairie[32],[33].
- L'espace Georges-Rouquier, bâtiment municipal de 250 m² conçu par l’architecte Jean Gombert et scénographié par Jean-Pierre Borozée, animé par l’association Georges Rouquier qui compte 50 adhérents et 22 bénévoles en 2024[24].

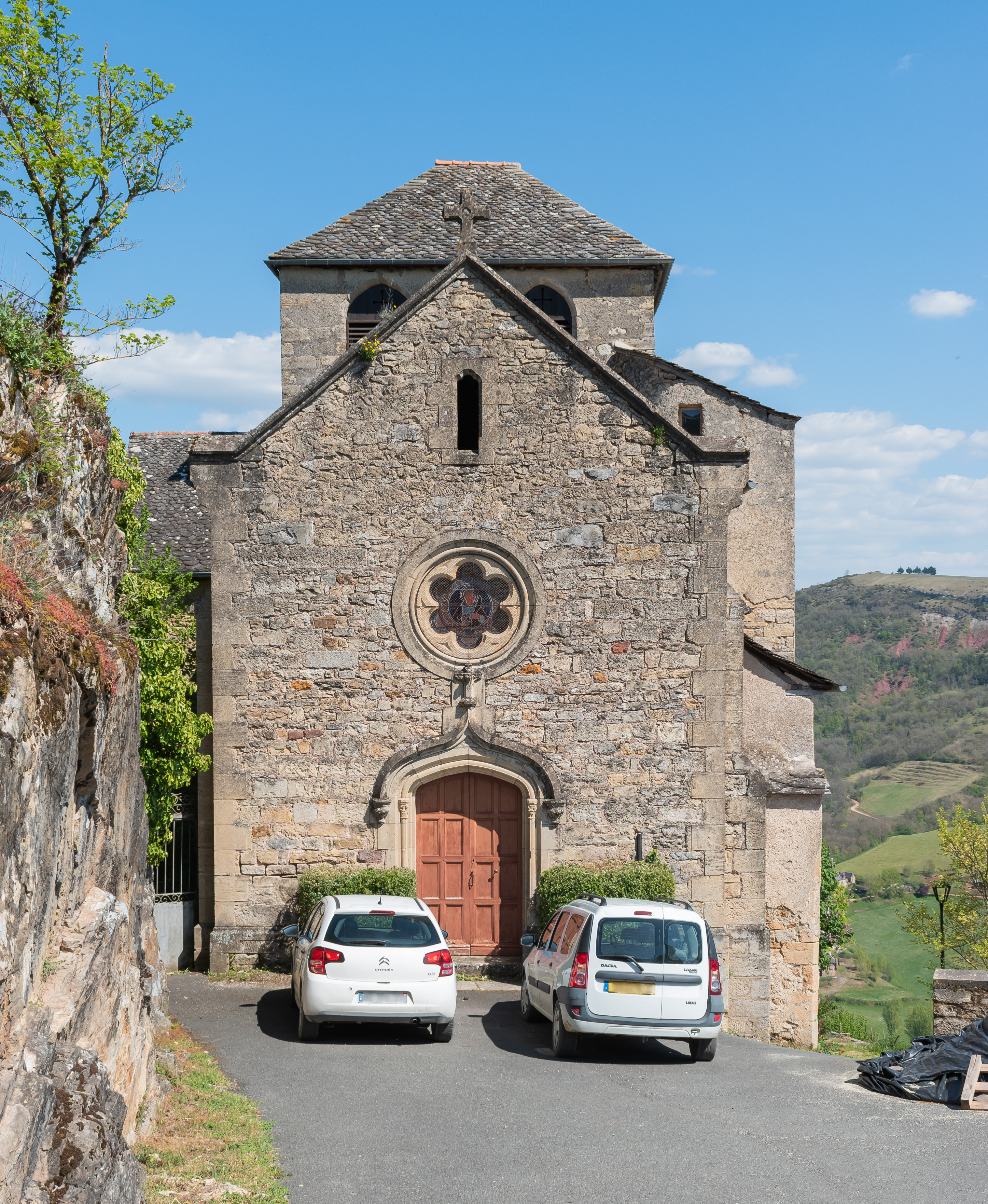
L'église Saint-Vincent...
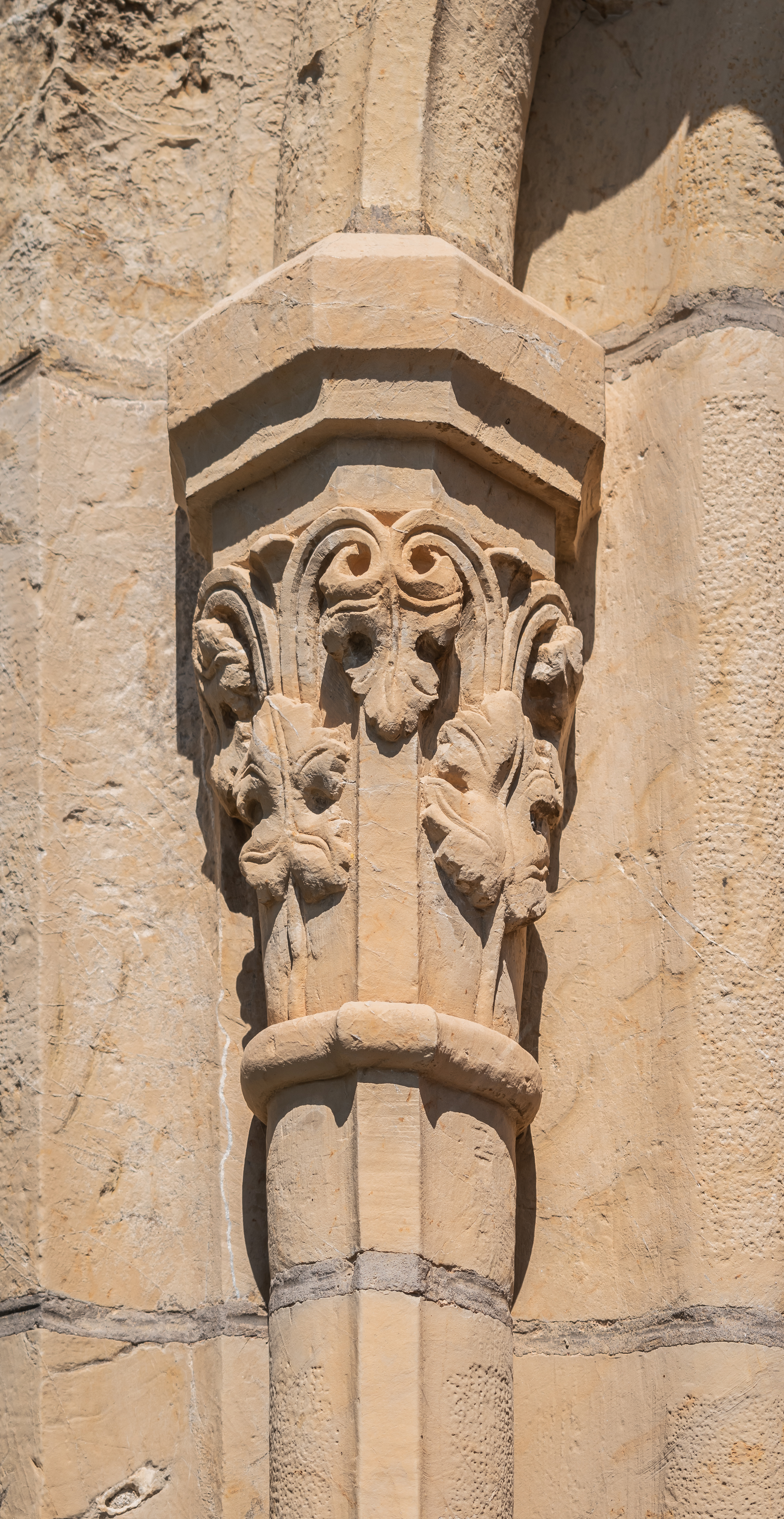
... et un de ses piliers.

### Goutrens dans les arts et la culture
Le village de Goutrens est situé près du hameau de Farrebique dont le nom est rentré dans l'histoire du cinéma grâce à Georges Rouquier qui y tourne pendant plus d'une année ce documentaire-fiction (le mot n'était pas encore à la mode) qui porte le titre de Farrebique (1943/1945, sorti en 1947), film qui a obtenu de nombreux prix, à Cannes notamment, celui de la Critique internationale en 1946. Ce film est une chronique de la vie quotidienne dans une ferme du Rouergue. L'expérience se poursuit avec sa suite  intitulée Biquefarre (1982/1983, sorti en 1984), reprenant la même famille 37 ans plus tard. Le diptyque ainsi obtenu constitue un témoignage précieux et unique de la vie paysanne dans la deuxième partie du XXe siècle

## Pour approfondir